# National Lampoon's Movie Madness
National Lampoon's Movie Madness è un film del 1982 diretto da Bob Giraldi e Henry Jaglom.
È un film commedia a episodi statunitense della serie di film comici del National Lampoon. I tre segmenti sono intitolati: Growing Yourself, Success Wanters e Municipalians. Fu il secondo film prodotto dalla rivista National Lampoon, dopo Animal House.

## Produzione
Il film, diretto da Bob Giraldi (segmenti Growing Yourself e Success Wanters) e Henry Jaglom (segmento Municipalians) su una sceneggiatura di Tod Carroll, Shary Flenniken, Pat Mephitis, Gerald Sussman, Ellis Weiner, fu prodotto da Matty Simmons per la United Artists e girato a Los Angeles in California dal 10 gennaio al febbraio del 1981. Il titolo di lavorazione fu National Lampoon Goes to the Movies.

## Distribuzione
Il film fu distribuito negli Stati Uniti dal 23 aprile 1982 (inizialmente fu una distribuzione limitata) al cinema dalla United Artists.
Alcune delle uscite internazionali sono state:
- nel Regno Unito nel luglio del 1985 (in anteprima)
- in Germania Ovest nel luglio del 1986 (National Lampoon's Movie Madness)
- in Ungheria (Bolond mozi mozibolondoknak)
- in Finlandia (Faijallako vitsit vähissä?)
- in Brasile (Malucos Por Cinema)

In Italia è inedito.